# Омская академия МВД России
О́мская акаде́мия МВД Росси́и — образовательная организация системы МВД России по подготовке кадров для органов внутренних дел.

## История
История Омской академии Министерства внутренних дел Российской Федерации — старейшего учебного заведения системы МВД России берёт начало от Омских курсов командного состава милиции, открытых 17 апреля 1920 года. Краткосрочные курсы командного состава милиции через два года реорганизованы в школу среднего комсостава милиции с двухгодичным сроком обучения, готовящую кадры для Урала, Сибири и Дальнего Востока.
В годы Великой Отечественной войны, когда временно прекратило деятельность большинство милицейских учебных заведений, находившихся в Европейской части СССР, Омская межобластная школа рабоче-крестьянской милиции продолжала подготовку специалистов. Возросшая потребность страны в милицейских кадрах обеспечивалась за счет ускоренной девятимесячной подготовки. В 1943—1945 годах почти все выпускники школы направлялись для укомплектования аппаратов милиции в местности, освобожденные от вражеской оккупации.
После Второй мировой войны за счет увеличения времени, отводимого на изучение юридических дисциплин, учебный план Омской школы был приведен в соответствие с программой среднего специального юридического образования.
В 1965 году Омская специальная средняя школа милиции была преобразована в высшее учебное заведение с четырехгодичным сроком обучения.
С 1971 года по решению МВД СССР Омская высшая школа милиции (ОВШМ) стала специализированным учебным заведением, готовящим работников уголовного розыска, в котором обучались слушатели из всех республик, краев и областей Советского Союза. Оставаясь крупнейшим милицейским учебным заведением за Уралом, ОВШМ имела отделения заочного обучения в Тюмени, Кемерово, Красноярске, Иркутске, Хабаровске и другие. Многие из них позже стали самостоятельными ведомственными образовательными организациями. В 1981 году при образовательном учреждении была открыта адъюнктура для подготовки научно-педагогических кадров.
1 июля 1995 года Правительство Российской Федерации приняло постановление № 673 о реорганизации Омской высшей школы милиции в Омский юридический институт МВД России. Реорганизация ОВШМ в институт сопровождалась внедрением многоуровневой системы и расширением профиля подготовки кадров. С этого времени в образовательном учреждении осуществлялась подготовка специалистов для следственных органов, криминальной милиции и милиции общественной безопасности.
4 февраля 2000 года по распоряжению Правительства Российской Федерации № 197-р институт преобразован в Омскую академию МВД России.
Слушатели академии охраняли общественный порядок и обеспечивали безопасность в Москве в период проведения XXII Олимпийских игр, Игр доброй воли, I Съезда народных депутатов, Совещания по безопасности и сотрудничеству в Европе, чемпионате мира по футболу FIFA-2018.
Сегодня Омская академия МВД России осуществляет подготовку специалистов для оперативных и следственных подразделений, участковых уполномоченных полиции, научно-педагогических кадров, а также профессиональное обучение, повышение квалификации и переподготовку по различным образовательным программам.

## Образование
Факультеты
- Факультет подготовки сотрудников полиции
- Следственный факультет
- Факультет заочного обучения, переподготовки и повышения квалификации
- Факультет профессиональной подготовки

Образовательный процесс обеспечивают учебно-научный комплекс подготовки сотрудников оперативных подразделений, состоящий из четырех кафедр, учебно-научный комплекс профессиональной служебной и физической подготовки, в состав которого входит три кафедры, а также 9 кафедр юридического, экономического и гуманитарного профиля. На кафедрах работают 28 докторов наук, профессоров, более 150 кандидатов наук, доцентов, более 80 процентов преподавателей академии имеет опыт службы в подразделениях территориальных органов внутренних дел по профилю подготовки обучающихся. 15 сотрудников и работников академии награждены государственными наградами, 12 человек удостоены почетных званий Российской Федерации.

## Руководители
- Пахаев, Василий Макарович (1975—1981)